# Martesia fragilis
Martesia fragilis är en musselart som beskrevs av Addison Emery Verrill och Katharine Jeanette Bush 1890. Martesia fragilis ingår i släktet Martesia och familjen borrmusslor. Inga underarter finns listade i Catalogue of Life.